# Gabriel Marinov
Gabriel Marinov (en búlgaro: Габриел Маринов; 25 de diciembre de 2003) es un deportista búlgaro que compite en halterofilia. Ganó dos medallas en el Campeonato Europeo de Halterofilia, en los años 2022 y 2024, ambas en la categoría de 61 kg.

## Palmarés internacional
| Campeonato Europeo | Campeonato Europeo | Campeonato Europeo | Campeonato Europeo |
| Año                | Lugar              | Medalla            | Categoría          |
| ------------------ | ------------------ | ------------------ | ------------------ |
| 2022               | Tirana (Albania)   | Medalla de bronce  | 61 kg              |
| 2024               | Sofía (Bulgaria)   | Medalla de oro     | 61 kg              |